# 蒙特奥多里肖
蒙特奥多里肖是意大利阿布鲁佐大区基耶蒂省的一个镇。